# Boyero de Entlebuch
El Boyero de Entlebuch es el de menor tamaño de los Sennenhund o perros de montaña suizos, un tipo de perro que incluye cuatro razas regionales.

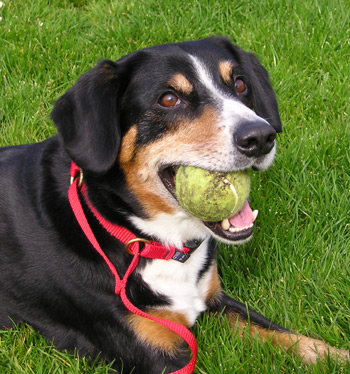

El término Sennenhund hace referencia a unas personas características de los Alpes suizos, pastores de profesión conocidos como Senn. Entlebuch es un municipio del cantón de Lucerna, en Suiza. La raza de perro también se conoce en inglés como Entlebuch Mountain Dog y Entlebucher Cattle Dog.

## Historia
Se cree que todas las razas de perros de montaña suizos descienden de un moloso de gran tamaño traído por los antiguos romanos a Suiza en el siglo I a. C. En cualquier caso, el Entlebucher se describió como raza diferenciada en 1889, aunque durante muchos años tan solo se han hecho pequeñas distinciones entre el Boyero de Appenzell y el Entlebucher Sennenhund.
En 1913, se mostraron en una feria cuatro Entlebucher con el rabo cortado propiedad de Albert Heim, quien abogaba por las variedades más raras de los perros pastores suizos existentes. La raza entró en el catálogo del "Swiss Kennel Club", pero con el comienzo de la Primera Guerra Mundial no se pudieron encontrar más ejemplos de esta raza.

## Las cuatro razas de Sennenhund

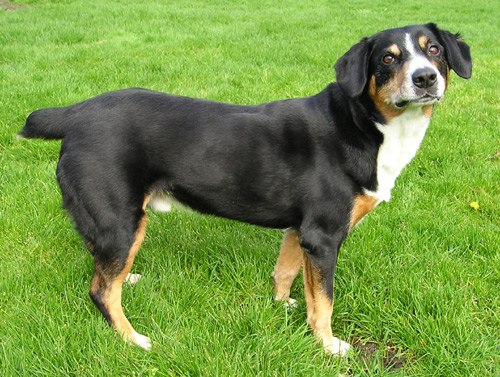

Las cuatro razas de Sennenhund, con el nombre original son :
- Gran Boyero Suizo, Grosser Schweizer Sennenhund
- Boyero de Berna, Berner Sennenhund
- Boyero de Appenzell, Appenzeller
- Entlebucher Sennenhund, Entlebucher Mountain Dog

Y comparten muchas características de otros perros de montaña de otras partes del mundo.